# Ницана (контрольно-пропускной пункт)
Ницана (араб. معبر نيتسانا‎; ивр. מעבר ניצנה‎) — пограничный контрольно-пропускной пункт, соединяющий египетский город эль-Уджа и израильский населённый пункт Ницана. Изначально открыт в 1982 году для пропуска пешеходов и частных автомобилей.
Сейчас КПП работает исключительно на пропуск коммерческих грузов между Египтом и Израилем. Таможенный терминал открыт по понедельникам—четвергам и воскресеньям с 8:00 до 17:00.
В феврале 2013 года переход был назван в честь Арье (Лёвы) Элиава, который, среди прочего, основал близлежащую Молодёжную деревню Ницана.